# 今夜もLBR!!
今夜もLBR!!（こんやもエルビーアール）は、2014年3月25日から2015年3月24日まで第2、第4火曜日に音泉にて配信されていたインターネットラジオ番組。

## 番組概要
オープンソースのソフトであるLibreOfficeをテーマにしたラジオ番組。番組名の「LBR」は「Listen By Radio」の略で、LibreOfficeにもかけている。

### 配信日
- 第2、第4火曜日更新（音泉：2014年3月25日 - 2015年3月24日）

### パーソナリティ
- 田所あずさ
- 下田麻美
- 丹下桜

パーソナリティ3人は、丹下田所（にかでんしょ）と呼ばれている。

## コーナー
ふつおた
パーソナリティへの質問やメッセージを紹介するコーナー。
合わせてLBR
番組冒頭で3人が叫ぶ「L」「B」「R」の頭文字の英単語を募集し、3つの英単語をランダムに選んで1つの文を作っていくコーナー。
リブれ!送れ!
月に1回出題されるテーマに対してLibreOfficeを使って挑戦するコーナー。
大人川柳
会社やバイト先で起きたことを、会社のことを全然知らないパーソナリティ3人に川柳で教えるコーナー。

## ゲスト
- 第15回・第17回・第19回・第25回 - 松井恵理子

## イベント
「今夜もLBR!!」ラジオ公開録音 in 北海道
開催日：2014年6月14日
会場：札幌市産業振興センター
「今夜もLBR!!」ラジオ公開録音 in 東京
開催日：2014年11月22日
会場：パセラAKIBAマルチエンタテインメント8階 グレースバリ

## ラジオCD
ラジオCD「今夜もLBR!!」Vol.1
- 2014年9月24日発売
- 新規収録+過去収録（第1回 - 第8回）